# Ridin'
Ridin' è il secondo singolo di Chamillionaire, estratto dall'album The Sound of Revenge. Lo ha prodotto il team Play-N-Skillz e vi ha partecipato Krayzie Bone dei Bone Thugs-N-Harmony. È stato uno dei singoli hip hop che ha incassato di più negli USA nel 2005.

## Descrizione
La canzone tratta di argomenti assai diffusi negli USA, quali la brutalità e l'abuso di potere esercitati dalla polizia e lo stereotipo degli afroamericani di guidare spesso veicoli rubati o trasportanti droga e materiale di contrabbando.
Il video musicale include le apparizioni dell'attore Tom Lister Jr., Bone Thugs-N-Harmony, Chingo Bling, Play-N-Skillz, OG Ron C, Big Tuck e del fratello minore di Chamillionaire Rasaq.
Il singolo ha vinto il premio grammy Best Rap Performance By A Duo Or Group ed è stato nominato per la categoria Best Rap Song. Ha raggiunto la posizione n.1 della Billboard Hot 100 statunitense e la n.2 nel Regno Unito.
Ridin' appare anche, ma non del tutto correttamente, sotto il titolo di Ridin' Dirty. Nel mixtape di Chamillionaire "Mixtape Messiah 2" è presente un sequel della canzone dal titolo "Ridin' Overseas", prodotto da Akon.
"Weird Al" Yankovic ha fatto una parodia del singolo dal titolo White & Nerdy, realizzandone anche un video musicale. Chamillionaire ha poi dichiarato di apprezzare alquanto la parodia.

## Tracce
UK
CD 1
1. Ridin' (Radio Edit)
2. Ridin' (Album Version)

CD 2
1. Ridin (Album Version)
2. Ridin (UK Remix feat. Sway)
3. Ridin (Instrumental)
4. Ridin (Video)

## Remix
I remix del singolo vedono la partecipazione dei seguenti artisti:
- Houston Remix (Official) - UGK
- New York remix (Official) - Papoose & Jae Millz
- West Coast Remix (official) - The Game & DJ Quik
- UK Remix (Unofficial) - Sway
- Ridin' Overseas (Official) - Akon
- White & Nerdy (Official) - "Weird Al" Yankovic